# Canadian Historical Review
Die Canadian Historical Review (CHR) ist die bedeutendste Zeitschrift zur kanadischen Geschichtswissenschaft. Ihre Vorgängerin wurde 1896 von George  MacKinnon Wrong unter dem Titel Review of Historical Publications Relating to Canada in Toronto gegründet und besprach in ihrer ersten Ausgabe von 1897 Publikationen der beiden Vorjahre zur kanadischen Geschichte.  Seit 1920 erscheint sie vierteljährlich unter dem heutigen Namen.
Als Herausgeber bei der University of Toronto Press betätigten sich bedeutende Historiker, wie George Wrong, George Brown, G.P. de T. Glazebrook, Donald Creighton, John Saywell, Ramsay Cook und Craig Brown. Seit den 1970er Jahren wurden auch Herausgeber berufen, die nicht von der Universität Toronto kamen, wie J.L. Granatstein, John English, J.R. Miller und H.V. Nelles. Ein advisory board, etwa ein wissenschaftlicher Beirat, repräsentierte alle Regionen des Riesenlandes und viele Spezialgebiete. 1996 lag die Auflage bei 2.500 Exemplaren pro Ausgabe.
Herausgeber sind heute (2010) Cecilia Morgan von der University of Toronto, die im Bereich Geschichte der Bildung tätig ist und Schwerpunkte in den Bereichen Gender, Kolonialismus und Imperialismus sowie Kulturgeschichte hat, und Sarah Carter von der University of Alberta, die an der Faculty of Native Studies einen Schwerpunkt in der Geschichte der First Nations sowie in der Gendergeschichte hat.
Gefördert wird die Publikation durch den Social Sciences and Humanities Research Council of Canada (SSHRC) und das Department of Canadian Heritage mittels des Publications Assistance Program (PAP) und des Canadian Magazine Fund.

## Geschichte
Unter den Herausgebern waren anfangs prominente Historiker aus Toronto, wie George MacKinnon Wrong (1860–1948), Kirchenhistoriker, 1894–1927 Leiter der historischen Fakultät an der University of Toronto, oder Donald Creighton (1902–1979), der unter dem Einfluss von Harold Innis 1937 The Commercial Empire of the St Lawrence veröffentlichte und damit die Laurentian thesis vertrat. Diese ging davon aus, dass der Sankt-Lorenz-Strom und die Pelzhandelskompanien der entscheidende Integrationsfaktor Kanadas waren. Seine zweibändige Monographie über John A. Macdonald wurde mit dem Governor General's Award ausgezeichnet. Er förderte vor allem nationalistische Werke, die sich gegen die Kontinentalisierung wandten, aber auch gegen die Regionalisierung, wobei er in späteren Jahren einen Hang zu eher journalistischem Stil entwickelte.
John Saywell und George Ramsay Cook (1931–2016) unterrichteten ebenfalls an der University of Toronto, wobei Ramsay Cook, einer der bekanntesten kanadischen Historiker, später zur York University wechselte, wo er bis 1996 unterrichtete. Auch er befasste sich mit der Nation, aber stärker mit der Zweisprachigkeit und dem Ausgleich zwischen Englisch und Französisch sprechenden Bevölkerungsteilen. Er beschäftigte sich zudem mit den ersten Kontakten zwischen Europäern und First Nations und stieß 1989 das Dictionary of Canadian Biography an.
Ihm folgte der in Rochester im US-Bundesstaat New York geborene Robert Craig Brown (1935–2016), der bei Creighton gelernt hatte. Schon in seiner Dissertation (1962) befasste er sich mit dem Verhältnis zwischen Kanada und den USA. Er war ab 1966 Assistenzprofessor, 1970 Professor in Toronto, 1964 bis 1968 Mitherausgeber und 1968 bis 1973 Herausgeber der CHR.
Seit Mitte der 70er Jahre kamen Historiker aus Ontario, so der Torontoer Jack Lawrence Granatstein (* 1939), Spezialist für politische und Militärgeschichte, dessen bekanntestes Werk Who Killed Canadian History wurde, oder John English (* 1945) aus Plattsville, Ontario, der nicht nur im historischen Bereich tätig, sondern auch im Vorstand des Canadian Museum of Civilization sitzt und außenpolitisch beratend tätig ist.
Ihm folgten James Rodger Miller und Henry Vivian Nelles (* 1942), der (1988–1992) Mitherausgeber der CHR war, seit 1992 ihr Herausgeber. Letzterer beschäftigte sich eingehend mit Indian-White relations in Canada.
Eine Beratergruppe der verschiedenen historischen Teildisziplinen und Regionen Kanadas begleitete sie.